# بيت الطيب (ملحان)

تعديل مصدري - تعديل

بيت الطيب هي إحدى قرى عزلة باحش بمديرية ملحان التابعة لمحافظة المحويت، بلغ تعداد سكانها 153 نسمة حسب تعداد اليمن لعام 2004.